# フォード・Fシリーズ
Fシリーズ（F-Series）は、アメリカ合衆国の自動車メーカー、フォード・モーターにより1948年から製造・販売されるフルサイズピックアップ車である。サイズが大きくなるに従い『F』に続く数字が大きくなる。1998年1月からF-250以上はスーパーデューティーとして独立した為、以降Fシリーズは主にF-150を指す（英語圏における呼称はエフ・ ワンフィフティ）。メキシコ市場ではフォード・ロボ（Lobo、スペイン語でオオカミの意）として販売される。
2022年、製造開始以来の累計製造台数が4,000万台に到達した。年間販売台数は世界1位となる事もあり、アメリカ合衆国では全自動車部門で40年連続、トラック部門で43年連続で販売台数1位を誇る。
一部はタイヤが大きい為、日本では準中型自動車（5t限定含む）に分類される。その為、2017年3月11日以降に取得した普通免許の場合、運転不可能である。

## 歴史

### 初代（1948年～1952年）
F-1、F-2、F-3、F-4、F-5、F-6、F-7、F-8という8種類のタイプがあった。

### 2代目（1953年～1956年）

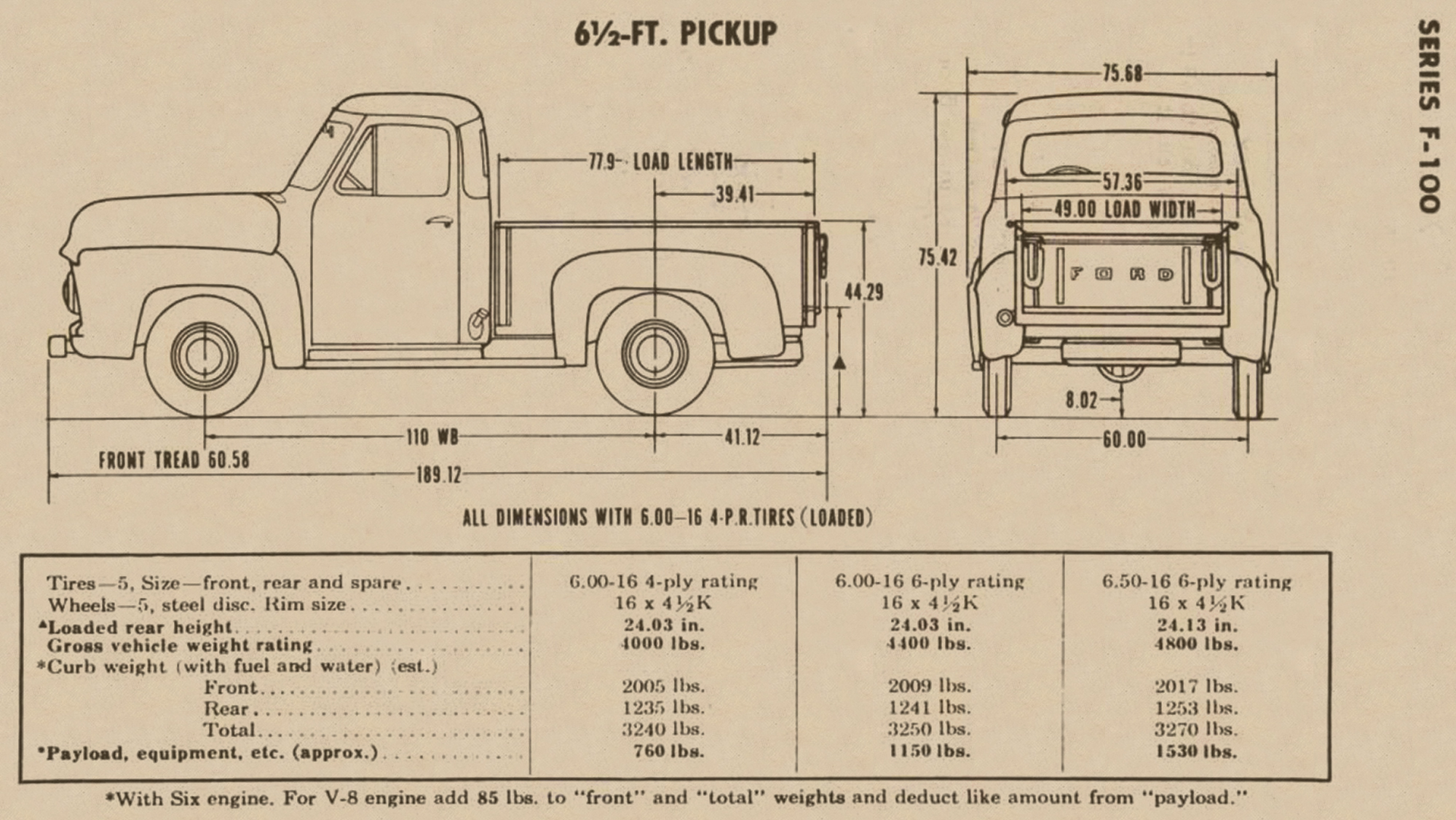
1953年 F100ダイアグラム

名称がF-100、F-110、F-250、F-260、F-350、F-360、F-500、F-900に変更された。この型は根強いファンが多数おり、古いアメリカ車などのイベントではしばしば見かけることがある。

### 3代目（1957年～1960年）
F-100、F-250、F-350、F-500の4種類。従来からのフレアーサイドに加え、スタイルサイドが追加された。

### 4代目（1961年～1966年）
4ドアのアクセスキャブ仕様が登場。

### 5代目（1967年～1972年）
F-110（3代目、4代目と設定されていなかった）などの名称が復活。種類が増加。

### 6代目（1973年～1979年）
1975年モデルで、現在の主力モデル、F-150（エフ・ワンフィフティ）が登場する。1976年モデル以降、Fシリーズは全米売り上げ一位のトラックになり、以来現在まで一位を保持。

### 7代目（1980年～1986年）
直線的なスタイルになり、このスタイルは8代目や9代目にも受け継がれる。ディーゼルエンジン搭載車が登場。グレードはF-100、F-150、F-250、F-350、F-600、F-700、F-800。
1982年にグレード名の「レンジャー」は廃止され、フォード･クーリエに代わる小型トラック（フォード・レンジャー）の車名として使用される。

### 8代目（1987年～1991年）
トラックで初めて、後輪ABSが標準装備される。7代目の基本シャーシ、ドアパネルを踏襲した、実質的なマイナーチェンジモデルである。

### 9代目（1992年～1997年）
フロントグリルが丸みを帯びる。フレアーサイド仕様が復活。直列6気筒エンジン搭載車はこのモデルが最後になった。右ハンドルだったオーストラリア仕様のF-250をベースに、高規格救急車に改造されたものが、日本にも少数輸入された事がある。
7代目および8代目の基本シャーシ、ドアパネルを踏襲した、実質的なマイナーチェンジモデルである。

### 10代目（1997年～2003年）
基本シャーシやボディパネルまで大幅に刷新された。大きく丸みを帯びたボディが特徴。当時は、この斬新なデザインが話題を呼んだ。1999年モデルで、F-250、F-350が、スーパーデューティーとして独立。以降は、一般的なF-150とは別設計になる。2001年モデルで、フレアーサイド仕様にF-150初のクルーキャブ仕様が登場。オートバイメーカーのハーレーダビッドソンや、テキサス州のキングランチ牧場とタイアップしたモデルなど多彩なモデルが登場し、11代目にも受け継がれている。その一方で衝突安全性が著しく低い事が実証されている。
2001年、スポーツカー顔負けの動力性能を持つハイパワーピックアップの人気を受け、F-150をベースにしたスポーツモデル、SVTライトニングを発表した。V8インタークーラースーパーチャージャーエンジンを搭載し、当初は360ps、最終的に385psを発揮した。動力性能は0-100mphが13.6秒、ゼロヨン加速が同等の13.7秒、最高速度が234km/hとcd値の高いピックアップトラックとしては高水準である。スキッドパッドでの最大旋回重力は0.88とチューニングされた足回り、駆動系が働きコーナリングでも高い性能を誇る。
このSVTライトニングは日本におけるニスモのようなメーカー純正のチューニングカーであったのでディーラーでも購入ができ、オプションを付けても4万ドル以下という価格も幸いしヒットした。
日本へ近鉄モータースにより正規輸入されていた。

### 11代目（2004年～2008年）
再び直線的でがっしりとしたボディになり、車体の剛性も高まった。フロントグリルはグレード毎に異なり、様々な種類がある。先代では4ドアのクルーキャブは全てフレアーサイドであったので、フレアーサイド仕様の割合が高かったが、この現行型では、クルーキャブにもスタイルサイド仕様が導入されたので、スタイルサイド型に人気が集中している。2004年の北米カー・オブ・ザ・イヤートラック部門など、数々の賞を受賞。2005年の年間売り上げ台数が939,000台となり、トラックの年間売り上げ台数の歴代記録を更新。2006年で右ハンドルの生産を中止（主にオーストラリア向けのF-250）。

### 12代目（2009年～2014年）
2008年1月に北米国際オートショーで発表された。2009年モデルとして2008年10月から発売されている。アメリカの景気が減速していたため、発売が予定よりも2ヶ月繰り下げられた。基本シャーシ、ドアパネルは11代目をほとんど踏襲しており、実質的にはビッグマイナーチェンジだが、より大型のフロントグリルなどでさらに迫力が増したスタイルとなっている。V型6気筒エンジン車とマニュアルトランスミッション車が廃止され、代わりにディーゼル車がF-150にも導入される。リンカーン・マークLTの後継となる、高級グレードも登場した。先代に引き続き2009年の北米カー・オブ・ザ・イヤーのトラック部門を受賞している。SVTラプターやハーレーダビッドソン仕様の追加などバリエーションを増やしている。

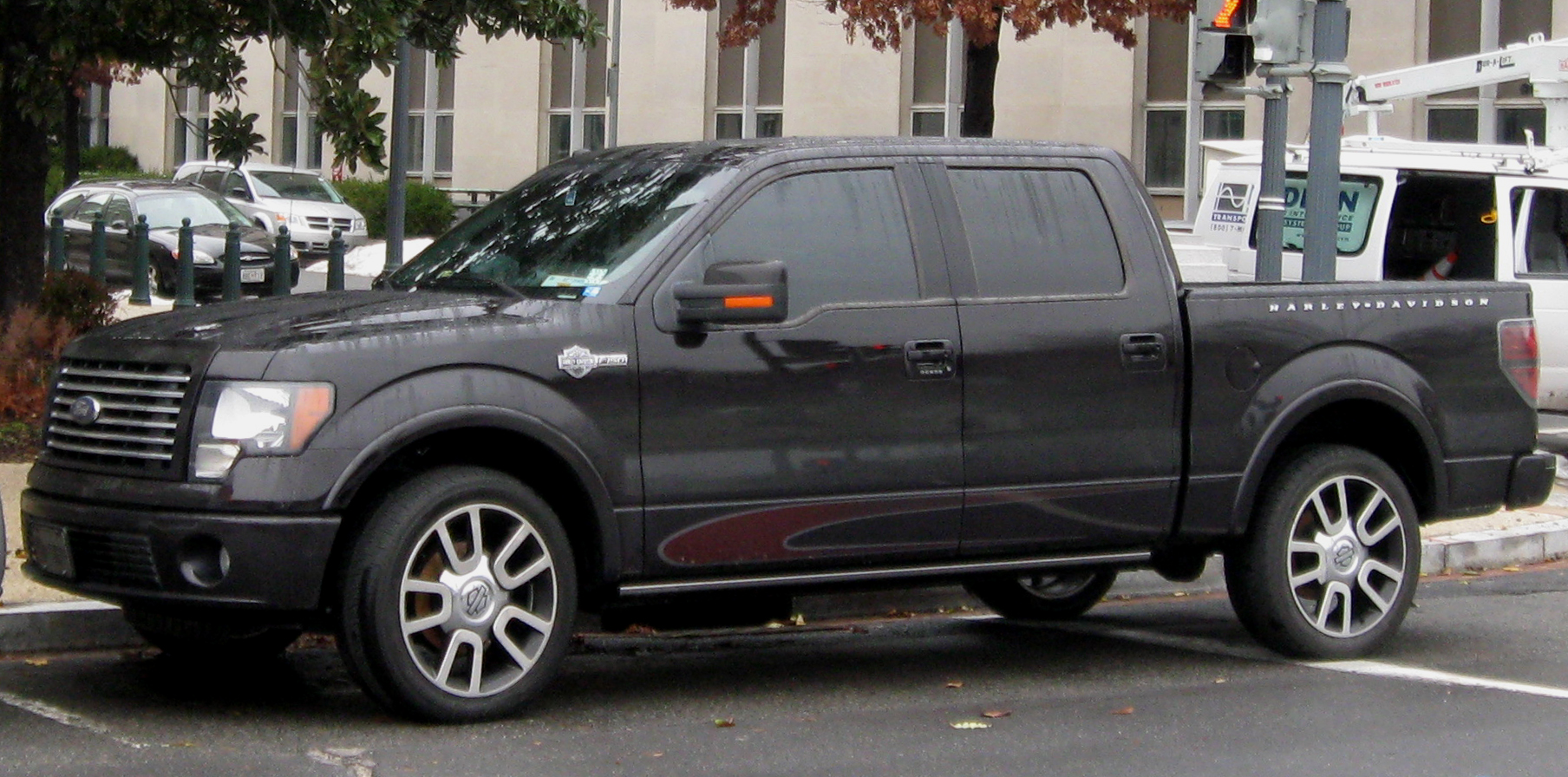
ハーレーダビッドソン仕様

### 13代目（2014年～2020年）
2015年モデルとして2014年に発売。ボディ外板も一新したフルモデルチェンジ。フレームはこれまでどおりスチール製ラダーフレームが用いられたが、ボディとベッドにアルミを採用した。

### 14代目（2020年～）
2021年モデルとして2020年6月にフルモデルチェンジ。イメージは先代を踏襲している。グリルには自動開閉シャッターを採用、アクティブエアダムを採用するとともにキャブからテールゲートまでの形状を見直すことで空力面も大幅に向上している。パワートレインは5.0L V8、3.5L V6ターボ、3.3L V6、2.7L V6ターボ、3.0L V6ディーゼルターボ、3.5L V6＋モーターのハイブリッドをラインナップ。

### EV（2022年～）
2021年5月19日、電気自動車バージョンとなる“F-150 ライトニング”が初公開された。公開からの4か月で予約が15万台に達しており、2022年4月から発売。翌年にはEPA基準515kmかつハンズフリーで高速道路などの運転が可能となるハイテク機能搭載型のF-150ライトニング・フラッシュを発表した。F-150ライトニング・フラッシュは2024年からオンライン販売される予定である。